# Dabronc
Dabronc je obec v Maďarsku v župě Veszprém, spadající pod okres Sümeg. Nachází se asi 11 km severozápadně od Sümegu a asi 37 km severovýchodně od Zalaegerszegu. V roce 2015 zde žilo 400 obyvatel. Dle údajů z roku 2011 tvoří 95,7 % obyvatelstva Maďaři, 2,7 % Romové, 0,4 % Němci a 0,4 % Rumuni, přičemž 4,3 % obyvatel se ke své národnosti nevyjádřilo.
Kromě hlavní části zahrnuje obec i osadu Ötvös.

## Sousední obce
| Růžice kompasu | Zalaerdőd | Hetyefő | Megyer   | Růžice kompasu |
| Růžice kompasu |           | Sever   | Gógánfa  | Růžice kompasu |
| Růžice kompasu | Dabronc   |         | Gógánfa  | Růžice kompasu |
| Růžice kompasu | Jih       |         | Gógánfa  | Růžice kompasu |
| Růžice kompasu | Türje     | Szalapa | Mihályfa | Růžice kompasu |

## Partnerské obce
- Bodza, Slovensko